# Сакалов, Махмуд Султанович
Махму́д Султа́нович Сака́лов (род. 1 января 1950 года) — российский государственный и политический деятель, председатель Народного Собрания (Парламента) Республики Ингушетия.

## Биография
Родился в городе Макинск (Казахская ССР). В 1975 году закончил Одесский технологический институт пищевой промышленности (специальность «инженер-технолог»).
С 1992 по 2003 год — член Избирательной комиссии Республики Ингушетия. В 1995 году — директор республиканского филиала Федеральной продовольственной корпорации. Был председателем Комитета пищевой и перерабатывающей промышленности в 1993 году. Заместитель Министра сельского хозяйства Республики Ингушетия (1994 год). В 2003 году — помощник Председателя Правительства Республики Ингушетия.
С 2002 года — член политической партии «Единая Россия» и заместитель Председателя Регионального отделения политсовета «Единая Россия», руководитель фракции «Единая Россия» в Народном Собрании (Парламенте) Республики Ингушетия. В 2003 году заочно окончил ГОУ ВПО «Московская государственная юридическая академия» по специальности.
С 19 декабря 2003 по 4 декабря 2011 года — председатель Народного Собрания Республики Ингушетия.
Вечером 28 ноября 2010 автомобиль BMW Махмуда Сакалова на 50 км. МКАД оборудованный мегалками, в сопровождении охраны, протаранил попутно ехавший автомобиль, водителю которого пистолетом угрожали жизни и здоровью, после чего скрылся с ДТП.
Женат. Имеет шестерых детей.

## Награды
- Орден Почёта (2004)
- Орден «За заслуги» (2005)
- Почётная грамота Совета Федерации